# 阿見美浦バイパス
阿見美浦バイパス（あみみほバイパス）は、茨城県稲敷郡美浦村から土浦市を走る、国道125号のバイパスである。

## 概要
- 起点 : 茨城県稲敷郡美浦村大字宮地字内沢田1211番3地先（125号BP中貫美浦村役場東）[1]
- 終点 : 茨城県土浦市大字中字日ノ出1616番地（6号BP中村入口）[1]
- 延長 : 14.038km[1]

終点は国道6号土浦バイパスに接続され、その先は国道354号となっているが、実質的な重複区間ではないものの国道125号現道へは、国道6号を経由することとなっている。

## 沿革
- 1977年（昭和52年）9月1日：稲敷郡美浦村大字宮地 - 東京医大西 - 同郡阿見町大字青宿の阿見美浦バイパス（10.986 km）の道路区域指定[2]。
- 1981年（昭和56年）12月24日：阿見美浦バイパスの道路改良工事区間を、稲敷郡美浦村大字宮地 - 土浦市大字右籾の12.384 kmまで延伸指定[3]。
- 1986年（昭和61年）4月24日：都市計画事業として、土浦市中 - 阿見町追原間が都市計画決定[4]。
- 1988年（昭和63年）
  - 1月21日：阿見美浦バイパスの道路改良工事区間を、稲敷郡美浦村大字宮地 - 土浦市大字中の14.038 kmまで延伸決定[1]。
  - 4月15日：稲敷郡美浦村大字受領（起点） - 大字木原（木原台交差点）の区間が開通[5]。
- 1990年（平成2年）9月28日：稲敷郡美浦村大字木原（木原台交差点） - 同郡阿見町大字掛馬（香澄の里工業団地交差点）の区間が開通[6]。
- 1992年（平成4年）
  - 4月10日：稲敷郡阿見町大字掛馬（香澄の里工業団地交差点） - 大字阿見（東京医大西交差点）の区間が開通[7]。
  - 7月23日：稲敷郡阿見町大字阿見（東京医大西交差点 - 阿見西郷バイパス交差点）の区間が開通[8]。
- 2001年（平成13年）12月20日：土浦市大字右籾（茨城県道48号土浦竜ヶ崎線現道） - 土浦市大字中（国道6号・中村陸橋下交差点）の区間を供用開始[9]。
- 2003年（平成15年）8月20日：稲敷郡阿見町大字阿見（阿見西郷バイパス交差点） - 土浦市大字右籾（主要地方道土浦竜ヶ崎線現道）の区間が供用開始されて、全線開通する[10]。
- 2008年（平成20年）
  - 2月4日：稲敷郡阿見町大字中央（大竹橋交差点） - 稲敷郡阿見町大字岡崎（東京医大西交差点）を4車線化供用開始[11]。
  - 4月1日：稲敷郡阿見町大字阿見（阿見西郷バイパス交差点） - 土浦市中（国道6号・中村陸橋下）の区間が、通行する車両の高さの最高限度4.1 mの道路に指定される[12]。
- 2020年（令和2年）12月3日：稲敷郡美浦村大字布佐 - 同村大字舟子を4車線化供用開始[13]。
- 2021年（令和3年）
  - 1月5日：稲敷郡阿見町大字島津地内を4車線化供用開始[14]。
  - 3月25日：阿見町追原 - 同町島津 (1.0 km) が4車線化[15]。
  - 11月1日：稲敷郡美浦村大字宮地（美浦村役場東交差点） - 同郡同村大字郷中を4車線化[16]。
- 2022年（令和4年）2月1日：稲敷郡美浦村郷中 - 同村布佐 (1.2 km) を4車線化[17][18]。
- 2023年（令和5年）
  - 1月26日：稲敷郡阿見町大字舟子 - 同町大字石川、および阿見町大字追原 - 稲敷郡阿見町大字島津を4車線化[19]。
  - 3月27日：稲敷郡美浦村大字木原地内を4車線化[20]。
  - 11月27日：稲敷郡阿見町大字石川 - 同町大字追原を4車線化[21]。

## 交差する道路
| 交差する道路                                   | 交差する道路                     | 交差する場所             | 起点から(km) |
| ---------------------------------------------- | -------------------------------- | ------------------------ | ------------ |
| 国道125号稲敷・佐原方面                        |                                  |                          |              |
| 国道125号                                      | 国道125号                        | 美浦村役場東             |              |
| 県道68号美浦栄線                               | 県道68号美浦栄線                 | 木原台                   |              |
| 県道34号竜ヶ崎阿見線（バイパス）               | 県道34号竜ヶ崎阿見線（バイパス） | 追原                     |              |
| 県道231号稲敷阿見線                            | 県道231号稲敷阿見線              | 香澄の里工業団地         |              |
| 県道34号竜ヶ崎阿見線                           | 県道34号竜ヶ崎阿見線             | 東京医大西               |              |
| 県道203号荒川沖阿見線                          | 県道203号荒川沖阿見線            | 阿見西郷バイパス         | -            |
| 旧県道48号土浦竜ヶ崎線                         |                                  |                          |              |
| 県道48号土浦竜ヶ崎線（現道）                   |                                  |                          |              |
| 国道6号（土浦バイパス） 国道354号 土浦市街方面 | 国道6号 柏・東京方面             | 6号BP中村入口 中村陸橋下 |              |
| 国道354号 水海道・岩井方面                     |                                  |                          |              |